# Светлогорск
Светлогорск (рус. Светлогорск) град је и бањски центар на обали Балтичког мора, на западу Калињинградске области Руске Федерације. Административни је центар Светлогорског рејона. До 1947. био је познат под немачким називом Раушен. Један је од најзначајнијих културних и туристичких центара на руским балтичким обалама. Град се налази на тридесетак километара северозападно од Калињинграда.
Према статистичким подацима националне статистичке службе Русије за 2017. у граду је живело 13.030 становника.

## Демографија
Према подацима са пописа становништва из 2010. у граду је живело 10.772 становника, док је према процени за 2017. тај број порастао на 13.030 житеља.
| 1939. | 1959. | 1970. | 1979. | 1989.  | 2002.  | 2010.  | 2017.  |
| ----- | ----- | ----- | ----- | ------ | ------ | ------ | ------ |
| 2.544 | 6.726 | 7.797 | 9.982 | 11.881 | 10.950 | 10.772 | 13.030 |

Према подацима из 2017. град Светлогорск се по броју становника налазио на 839. месту међу 1.112 званичних градова Руске Федерације.

## Спорт
Фудбалски савез Србије изабрао је Светлогорск као базу у којој ће национални тим Србије боравити током Светског првенства у Русији.